# Игнатий (византийский писатель)
Игна́тий Диа́кон (др.-греч. Ἰγνάτιος ὁ Διάκονος; ок. 785 — ок. или после 847) — византийский писатель начала IX века, диакон Великой церкви, митрополит Никейский.

## Биография
Являлся учеником и личным диаконом патриарха Тарасия. В словаре Суды именуется «диаконом и скевофилаксом Великой церкви». После отрешения патриарха в 806 году, перешёл на сторону иконоборцев и позднее был избран митрополитом Никейским. После смещения с этой должности, по некоторым предположениям, удалился в монастырь на горе Олимп. В Суда называет его автором житий патриархов Тарасия и Никифора, эпитафий, парафраза эзоповских басен и других поэтических произведений. Объём так называемых «Стихов на Адама» — пьесы для чтения по образцу классической драмы, содержащей диалоги Евы и Змия, Евы и Адама, Адама и Бога, — 143 ямбических триметра. Явно проявлял интерес к античной литературе и стилистике. Е. Э. Липшиц выдвигала версию, что карикатурный портрет Игнатия был помещён в Хлудовской Псалтири. Его сохранившаяся переписка включает 63 письма широкому кругу лиц.